# Claude Lorius
Claude Lorius (Besançon, 27 de fevereiro de 1932 – 21 de março de 2023) foi um glaciologista francês.
Participou de mais de vinte expedições polares, a maior parte para a Antártida, auxiliando na organização de diversas organizações internacionais, em especial a Estação Vostok.

## Prêmios e condecorações
- Membro da Académie des Sciences, 1994
- Oficial da Prêmio Tyler de Conquista Ambiental, 1998
- Prêmio Tyler de Conquista Ambiental, 1996
- Prêmio Balzan 2001 de climatologia[2]
- Medalha de Ouro CNRS, 2002
- Prêmio Planeta Azul, 2008
- Prêmio Bower de Realização em Ciência, 2017[3]